# Fotogramas de Plata a la millor actriu de televisió
Els Fotogramas de Plata són uns premis que lliura anualment la revista cinematogràfica espanyola Fotogramas. Els premis a les pel·lícules —estrangeres i nacionals— són a càrrec de la crítica especialitzada i els concedits als intèrprets són triats pel públic.
El 5 de febrer de 1951 es van lliurar al Cinema Alexandra de Barcelona els primers Fotogramas de Plata, corresponents a 1950. Aquests premis, nascuts com a Placas San Juan Bosco.
Les categories premiades han variat al llarg de les seves seixanta edicions, així com la manera de selecció i el nombre de candidats, no distingint-se fins a 1982 entre interpretació masculina i femenina en cinema, fins a 1990 en televisió i fins a 1996 en teatre.

## Dècada de 1990
| Guanyadora | Candidates                                                | |
| 1990       | 1990                                                      | 1990 |
| ---------- | --------------------------------------------------------- | --- |
|            | Verónica Forqué per Eva a Eva y Adán, agencia matrimonial | - Carmen Maura per Marisa Novoa a La mujer de tu vida - Chus Lampreave per Luisa a Eva y Adán, agencia matrimonial - Maribel Verdú per Pájaro en una tormenta                     |
| 1991       |                                                           | |
|            | Carme Conesa per Nuri Rocamora a Las chicas de hoy en día | - Diana Peñalver per Charo Baena a Las chicas de hoy en día - Mercedes Sampietro per Ángeles Valle a Una hija más - Aitana Sánchez-Gijón per Yvette Romero a La huella del crimen |
| 1992       |                                                           | |
|            | Concha Cuetos per Lourdes Cano a Farmacia de guardia      | - Lloll Bertran per Vanessa a El joc del segle - Ariadna Gil per Arantxa a Crónicas del mal - María Luisa Ponte per Doña Rosa a Farmacia de guardia                               |
| 1993       |                                                           | |
|            | Anabel Alonso per Pruden a Los ladrones van a la oficina  | - Beatriz Carvajal per Filo Mouriño Fonseca a Lleno, per favor - Assumpta Serna per Natalia a Para Elisa                                                                          |
| 1994       |                                                           | |
|            | Maribel Verdú per Alicia Valle a Canguros                 | - Ana Duato per Paulina a Villarriba y Villabajo - Lina Morgan per Valentina a Compuesta y sin novio                                                                              |
| 1995       |                                                           | |
|            | Aitana Sánchez-Gijón per Ana Ozores a La Regenta          | - Lydia Bosch per Alicia Sóller a Médico de familia - Verónica Forqué per Pepa a Pepa y Pepe                                                                                      |
| 1996       |                                                           | |
|            | Ana Duato (1) per Irene Cerezo a Médico de familia        | - Carmen Elías per Eva García a Turno de oficio 2: diez años después - Emma Vilarasau per Eulàlia Montsolís a Nissaga de poder                                                    |
| 1997       |                                                           | |
|            | Lydia Bosch per Alicia Sóller a Médico de familia         | - Lina Morgan per Reme a Hostal Royal Manzanares - Emma Suárez per Elena de Diego a Querido Maestro                                                                               |
| 1998       |                                                           | |
|            | Carmen Maura per Olga a A las once en casa                | - Amparo Larrañaga per Laura Maseras a Periodistas - Ángela Molina per Hermana Ángela a Hermanas                                                                                  |
| 1999       |                                                           | |
|            | Amparo Baró per Sole Huete a 7 vidas                      | - Luisa Martín per Juani Ureña a Médico de familia - Eva Santolaria per Valle Bermejo Fuentes a Compañeros                                                                        |

## Dècada de 2000
| Guanyadora | Candidates | |
| 2000       | 2000 | 2000 |
| ---------- | --- | --- |
|            | Cristina Marcos per Raquel Castro a Un chupete para ella per Gloria Moncada a El grupo                                            | - Lola Dueñas per Dra. Susana Ramos a Policías, en el corazón de la calle - Tina Sáinz per María Teresa Roncesvalles a Compañeros   |
| 2001       | | |
|            | Ana Duato (2) per Mercedes Fernández López a Cuéntame cómo pasó per Carmen García Cobián a Severo Ochoa: La conquista de un Nobel | - Anabel Alonso per Diana Freire a 7 vidas - María Galiana per Herminia López a Cuéntame cómo pasó                                  |
| 2002       | | |
|            | Ana Duato (3) per Mercedes Fernández López a Cuéntame cómo pasó                                                                   | - Lola Herrera per Carmen Arranz a Un paso adelante - Terele Pávez per Doña Pura a Cuéntame cómo pasó                               |
| 2003       | | |
|            | Loles León per Paloma Hurtado a Aquí no hay quien viva                                                                            | - Ana Duato per Mercedes Fernández López a Cuéntame cómo pasó - Belén Rueda per Lucía Gómez Casado a Los Serrano                    |
| 2004       | | |
|            | Carmen Machi (1) per Aída García García a 7 vidas                                                                                 | - Malena Alterio per Belén López Vázquez a Aquí no hay quien viva - Patricia Vico per Dra. Maca Fernández Wilson a Hospital Central |
| 2005       | | |
|            | Carmen Machi (2) per Aída García García a Aída                                                                                    | - Lydia Bosch per Natalia Nadal a Motivos personales - Rosa Maria Sardà per Eva Sagués a Abuela de verano                           |
| 2006       | | |
|            | Chiqui Fernández per Irene a Mujeres                                                                                              | - Carmen Machi per Aída García García a Aída - Ruth Núñez per Bea Pinzón a Yo soy Bea                                               |
| 2007       | | |
|            | Carmen Machi (3) per Aída García García a Aída                                                                                    | - Ana Duato per Mercedes Fernández López a Cuéntame cómo pasó - Amparo Baró per Jacinta García a El internado                       |
| 2008       | | |
|            | Patricia Vico per Dra. Maca Fernández Wilson a Hospital Central                                                                   | - Amparo Baró per Jacinta García a El internado - Carmen Machi per Aída García García a Aída                                        |
| 2009       | | |
|            | Adriana Ugarte per Victoria Márquez de la Vega a La Señora                                                                        | - Marián Aguilera per Silvia Castro a Los hombres de Paco - María Castro per Jessica a Sin tetas no hay paraíso                     |

## Dècada de 2010
| Guanyadora | Candidates                                                     | |
| 2010       | 2010                                                           | 2010 |
| ---------- | -------------------------------------------------------------- | --- |
|            | Blanca Suárez per Julia Medina a El internado                  | - Natalia Verbeke per Adriana Pozuelo a Doctor Mateo - Miryam Gallego per Lucrecia a Águila Roja                      |
| 2011       |                                                                | |
|            | Inma Cuesta per Margarita a Águila Roja                        | - Ana Duato per Mercedes Fernández López a Cuéntame cómo pasó - Blanca Suárez per Ainhoa Montero a El barco           |
| 2012       |                                                                | |
|            | Michelle Jenner (1) per Isabel la Catòlica a Isabel            | - María Bouzas per Francisca Montenegro a El secreto de Puente Viejo - Concha Velasco per Ángela Salinas a Gran Hotel |
| 2013       |                                                                | |
|            | Adriana Ugarte (2) per Sira Quiroga a El tiempo entre costuras | - María Castro per Trini a Vive cantando - Michelle Jenner per Isabel la Catòlica a Isabel                            |
| 2014       |                                                                | |
|            | Michelle Jenner (2) per Isabel la Catòlica a Isabel            | - Cecilia Freire per Rita a Velvet - Hiba Abouk per Fátima a El Príncipe                                              |
| 2015       |                                                                | |
|            | Aura Garrido per Amelia Folch a El Ministerio del Tiempo       | - María León per Carmen a Allí abajo - Hiba Abouk per Fátima a El Príncipe                                            |
| 2016       |                                                                | |
|            | Paula Echevarría per Ana Ribera a Velvet.                      | - Cecilia Freire per Rita Montesinos a Velvet. - Najwa Nimri per Zulema Zahir a Vis a vis.                            |
| 2017       |                                                                | |
|            | Malena Alterio per Nuria a Vergüenza.                          | - Ana Belén per Pilar del Riego a Traición. - Blanca Portillo per Alicia Castro a Sé quién eres.                      |
| 2018       |                                                                | |
|            | Najwa Nimri per Zulema Zahir a Vis a vis.                      | - Anna Castillo per Pilar a Arde Madrid. - Inma Cuesta per Ana Mari a Arde Madrid.                                    |

## Estadístiques

### Actrius més premiades
- 3 premis: Ana Duato (7 candidatures)
- 3 premis: Carmen Machi (5 candidatures)
- 2 premis: Adriana Ugarte (2 candidatures)
- 2 premis: Michelle Jenner (3 candidatures)

### Actrius més vegades candidates
- 7 candidatures: Ana Duato (3 premis)
- 5 candidatures: Carmen Machi (3 premis)
- 3 candidatures: Michelle Jenner (2 premis)
- 3 candidatures: Lydia Bosch (1 premi)
- 3 candidatures: Amparo Baró (1 premi)